# برج المراقبة الأيوبي (عمان)

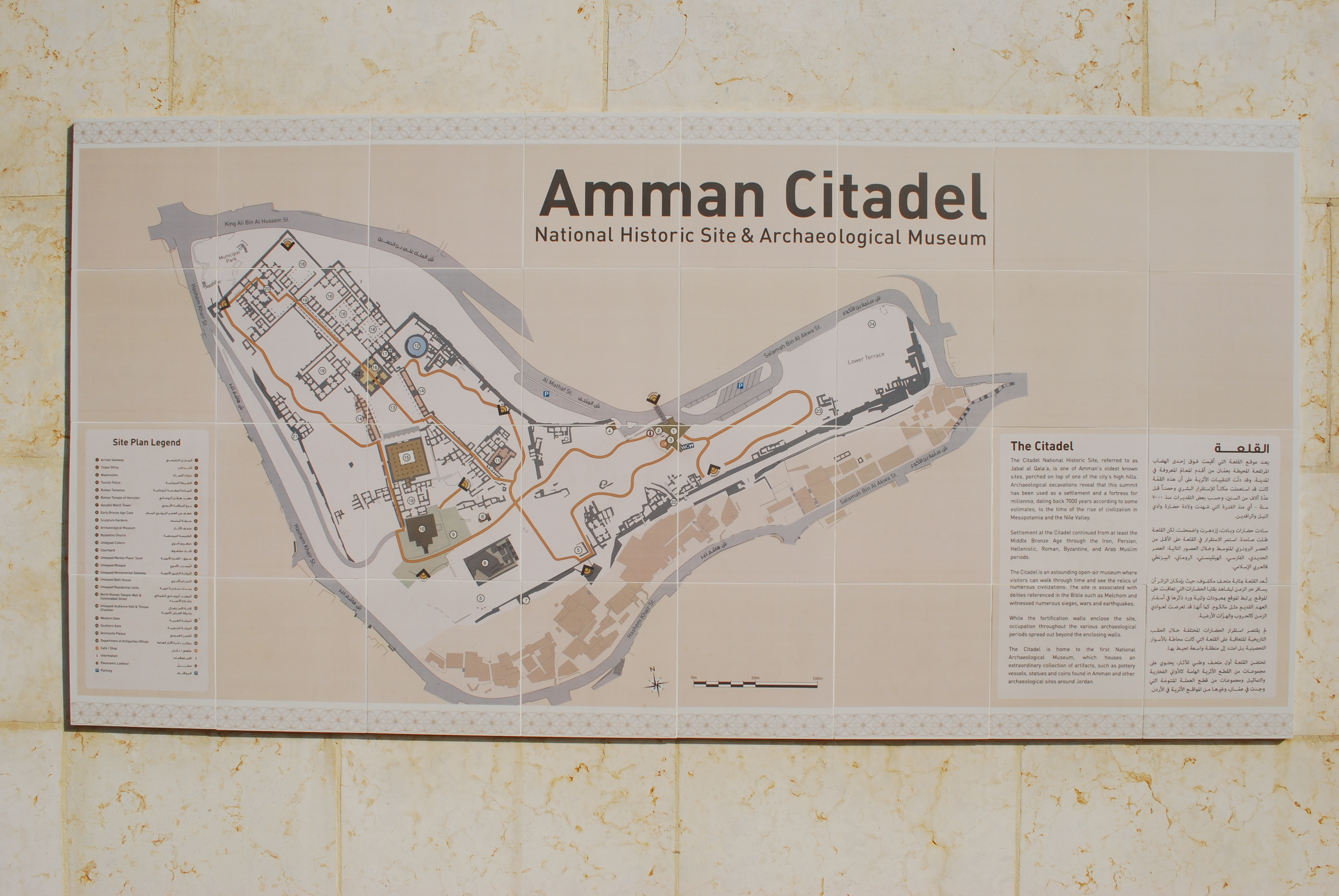
خريطة مخطط موقع قلعة عمّان، ويظهر بها برج المراقبة الأيوبي (رقم 7).

برج المراقبة الأيوبي هو برج مراقبة حجري يعود تاريخه إلى فترة الحكم الأيّوبي. يقع على السور الجنوبي لقلعة عمّان في وسط العاصمة الأردنية عمّان، والتي تحوي أيضّا آثارًا من حضارات أخرى تعاقبت على المدينة منذ الآف السنين. تم تشييده في القرن الثالث عشر للميلاد، وتحديدًا في عام 1220 م، في منطقة مجاورة لمعبد هرقل.

## التصميم
شيد الأيوبيون الذين برعوا في العمارة العسكرية هذا البرج للمراقبة، بحيث يطل على وسط عمّان. وهو يتكون من غرفة صغيرة بطول 9,45 م وعرض 7,55 م، وتوجد فتحات في ثلاثة من جدرانها لإطلاق السهام، بينما اُقيم في سمك الجدار الرابع درجات تؤدي إلى السقف. كما يُلاحظ استعمال كتل من الأعمدة الأسطوانية في الواجهة الجنوبية الخارجية، والتي كانت جزءًًا من معبد هرقل الروماني.
يُشار بالذكر إلى أن وزارة السياحة والآثار الأردنية قد قامت بإعادة ترميم المبنى في بداية التسعينات من القرن الماضي ليكون بالشكل الحالي.

## صور

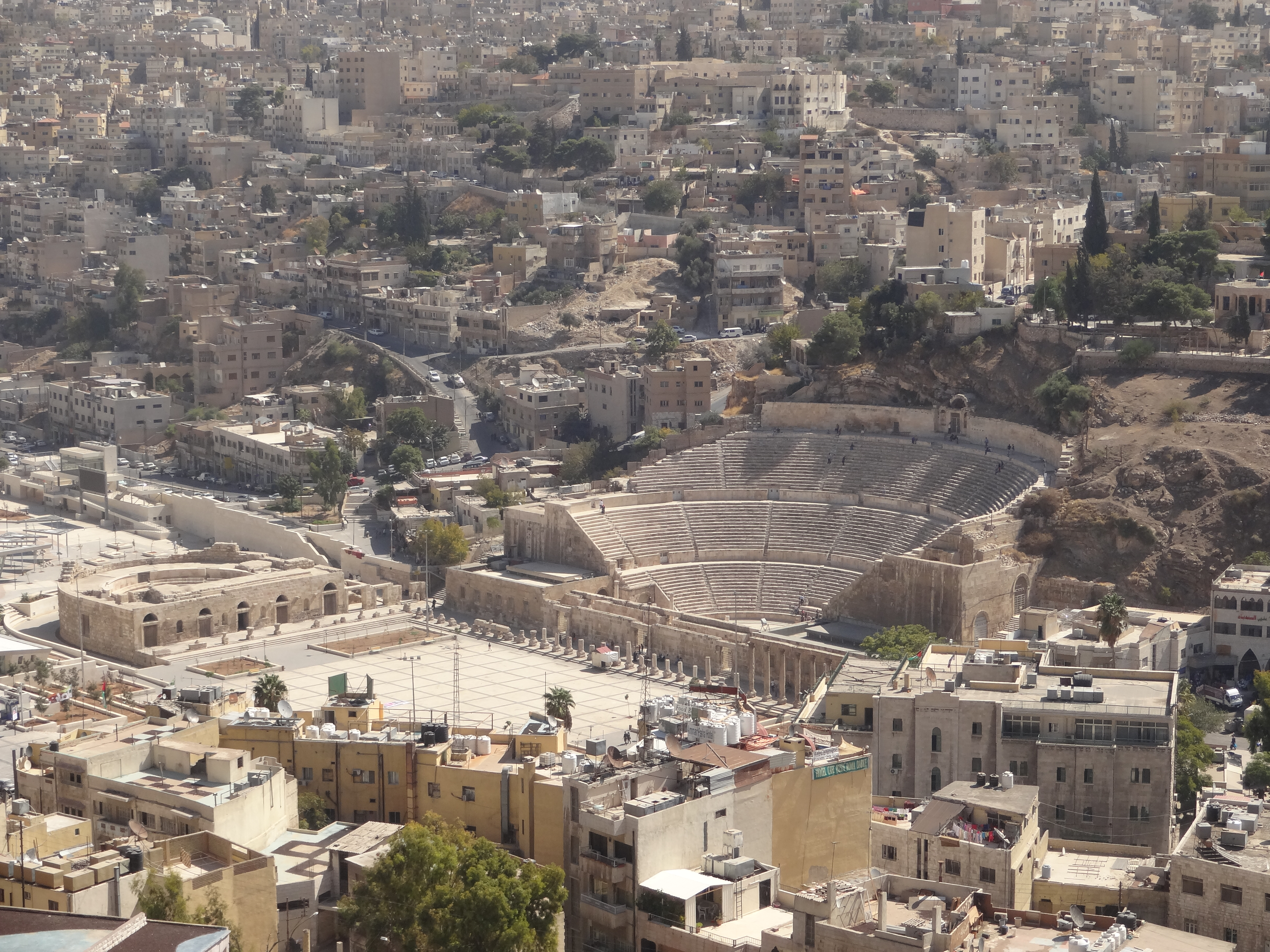
إطلالة من برج المراقبة باتجاه وسط عمّان، ويظهر المدرج الروماني.
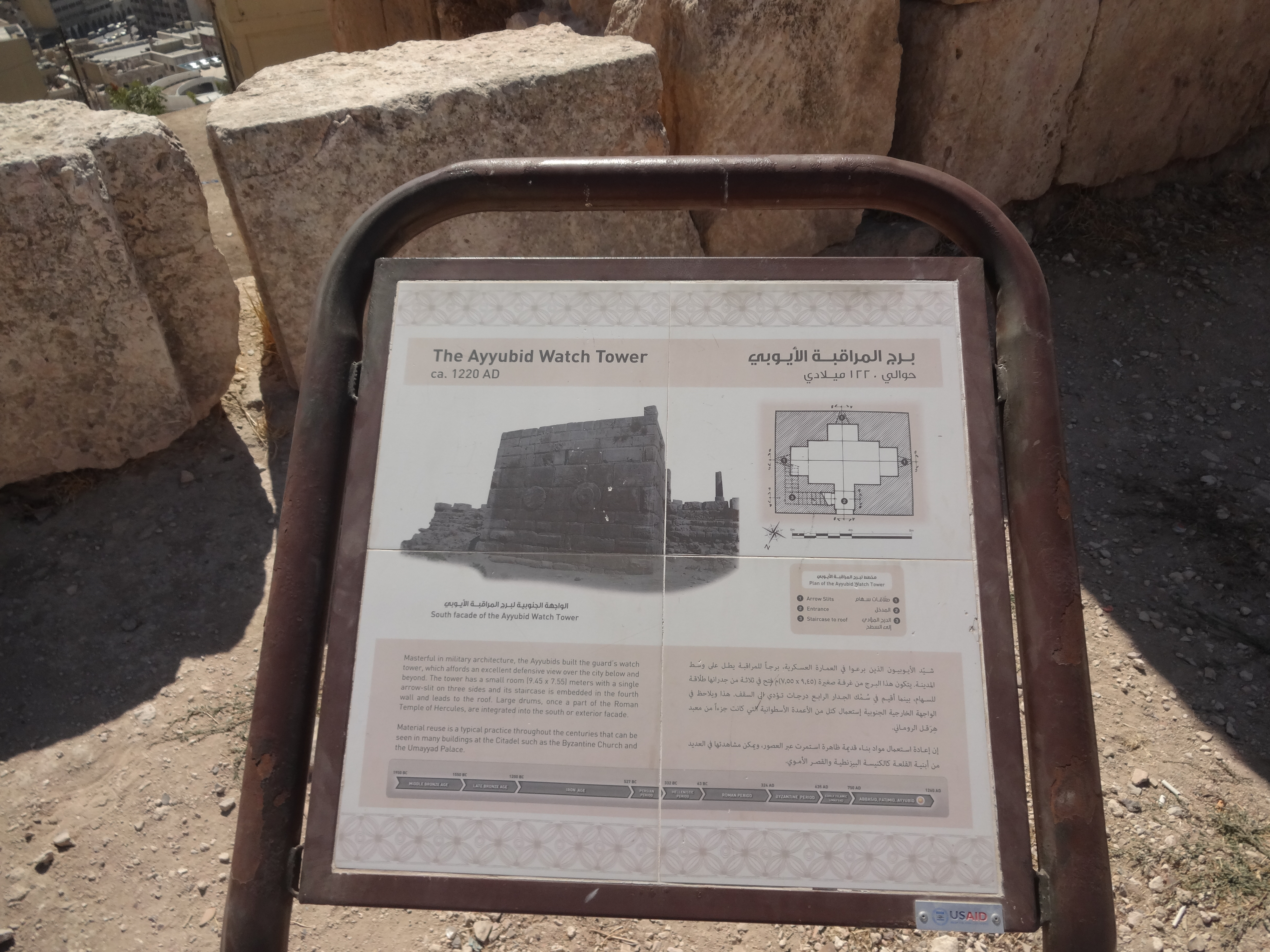
مخطط البرج